# Pomáda (film)
Pomáda (Grease) je americký muzikálový film natočený roku 1978 režisérem Randalem Kleiserem, kde hlavní roli ztvárnili Olivia Newton-Johnová a John Travolta. Film se odehrává ke konci 50. let na střední škole v USA.

## Soundtrack
| - Grease - Summer Nights - Hopelessly Devoted To You - You're the One That I Want - Sandy - Beauty School Drop-Out - Look At Me, I'm Sandra Dee - Greased Lightning - It's Raining On Prom Night - Alone At The Drive-In Movie - Blue Moon - Rock' N Roll Is Here To Stay | - Those Magic Changes - Hound Dog - Born To Hand Jive - Tears On My Pillow - Mooning - Freddy My Love - Rock' N Roll Party Queen - There Are Worse Things I Could Do - Look At Me, I'm Sandra Dee - We Go Together - Love Is A Many Splendored Thing - Grease |

Hrají:
John Travolta, Olivia Newton-Johnová, Stockard Channing, Jeff Conaway, Jamie Donnelly, Eve Arden, Dinah Manoff, Frankie Avalon, Joan Blondellová, Edd Byrnes, Sid Caesar, Lorenzo Lamas, Eddie Deezen, Ellen Travolta, Antonia Franceschi, Andy Tennant, Michael Biehn, Michael Tucci, Didi Conn, Dennis Cleveland Stewart, Sean Moran, Fannie Flagg